# Droit des biens
Le droit des biens ou droits réels est branche du droit qui étudie les relations juridiques dont l'origine ou l'objet se rapporte aux biens ou choses. Le droit des biens s'intéresse aux relations entre personnes et biens. Les biens sont un ensemble qui comporte tant des choses matérielles (voiture) que des choses immatérielles (droit d'auteur), tant des choses meubles (action de société) que des choses immeubles (appartement).

## Principes fondamentaux
Les droits réels comprennent un certain nombre de principes fondamentaux issus de leur nature particulière. 

### Numerus clausus
Les droits réels sont limitativement énumérés par la loi. Le droit réel étant opposable à tous, chacun doit pouvoir en déterminer le contenu ; il n'est ainsi pas possible d'inventer contractuellement un nouveau type de droit réel. Celui-ci fût écarté par la jurisprudence, laissant la possibilité de créer par convention d’autres droits réels, et en particulier des droits de jouissance spéciale. 
Toutefois, certains systèmes juridiques admettent l'existence de droits réels innommés.

### Principe de publicité
Le droit réel doit être revêtu d'une forme extérieure reconnaissable par les tiers. Pour les choses mobilières, c'est la possession, pour les choses immobilières (immeubles), c'est en principe l'inscription dans un registre (cadastre ou registre foncier). Le principe de publicité permet de présumer que le possesseur ou l'inscrit est bien le titulaire du droit réel et il protège le tiers se fiant de bonne foi à cette apparence.
Dans certains pays, il existe des exceptions à ce principe. Par exemple, l'article 2655 du Code civil du Québec dispose que : « Les créances prioritaires sont opposables aux autres créanciers, ou à tous les tiers lorsqu’elles sont constitutives d’un droit réel, sans qu’il soit nécessaire de les publier ». Cela est notamment le cas des créances prioritaires des municipalités sur les impôts fonciers, qui sont constitutives d'un droit réel d'après l'art. 2654.1 C.c.Q.

### Processus d'acquisition
L'acquisition des droits réels s'opère conformément au même système, qui distingue le titre d'acquisition, acte juridique générateur de l'obligation de transférer la propriété et le processus d'acquisition qui voit le transfert de la possession ou l'inscription dans le registre.

### Principe de causalité
Selon ce principe, l'opération d'acquisition n'est valable que si sa cause juridique l'est également. Ce principe empêche que l'opération à elle seule justifie le transfert du droit réel.

### Principe de spécialité
Un droit réel ne peut porter que sur un bien déterminé individuellement, et non sur un ensemble de biens. C'est particulièrement important en matière de droit des sûretés, le créancier ne pouvant pas constituer un droit de gage sur l'ensemble des biens du débiteur. 
Néanmoins, certains systèmes juridiques admettent la possibilité de constituer une hypothèque sur une universalité de biens.

### Principe de la priorité dans le temps
Ce principe est résumé par l'adage latin prior tempore potior jure (le droit le plus ancien est le plus fort) : entre droits réels limités, c'est le droit le plus ancien qui prime.
Cependant, il existe en droit québécois l'exception de l'hypothèque légale de la construction, qui prime sur les autres hypothèques dans l'ordre de collocation même lorsqu'elle est constituée plus tardivement.

## Droit par État

### Droit français
En France, le droit des biens porte sur les relations juridiques dont l'origine ou l'objet se rapporte aux biens, c'est-à-dire à ce qui peut-être soumis à la propriété.
C'est en très grande partie le livre deuxième du Code civil — intitulé « Des biens et des différentes modifications de la propriété » — qui régit le droit des biens en France. Ce livre n'a pas, ou quasiment pas, été modifié depuis sa rédaction en 1804, et malgré le vocabulaire d'il y a deux siècles, les concepts énoncés sont toujours à même de s’appliquer aux biens contemporains.

### Droit québécois
En droit québécois, le droit des biens constitue la matière du livre quatrième du Code civil du Québec, lequel s'étend de l'article 898.1 C.c.Q. à l'article 1370 C.c.Q. 

### Droit suisse
En Suisse, la notion de biens n'est pas utilisée, on parle plutôt de choses. La branche du droit qui les étudie se nomme droits réels. Les droits réels (en allemand Sachenrecht) est une branche du droit qui étudie les relations juridiques dont l'origine ou l'objet se rapporte aux choses. Les droits réels s'intéressent aux relations entre personnes et choses.